# NGC 382
NGC 382 là một thiên hà hình elip nằm trong chòm sao Song Ngư được phát hiện bởi William Parsons ngày 4 tháng 11 năm 1850.

## Nhóm các thiên hà
NGC 382 nằm trong một nhóm các thiên hà có các thiên hà NGC 375, NGC 379, NGC 380, NGC 383, NGC 384, NGC 385, NGC 386, NGC 387 và NGC 388.